# Bonet Unico

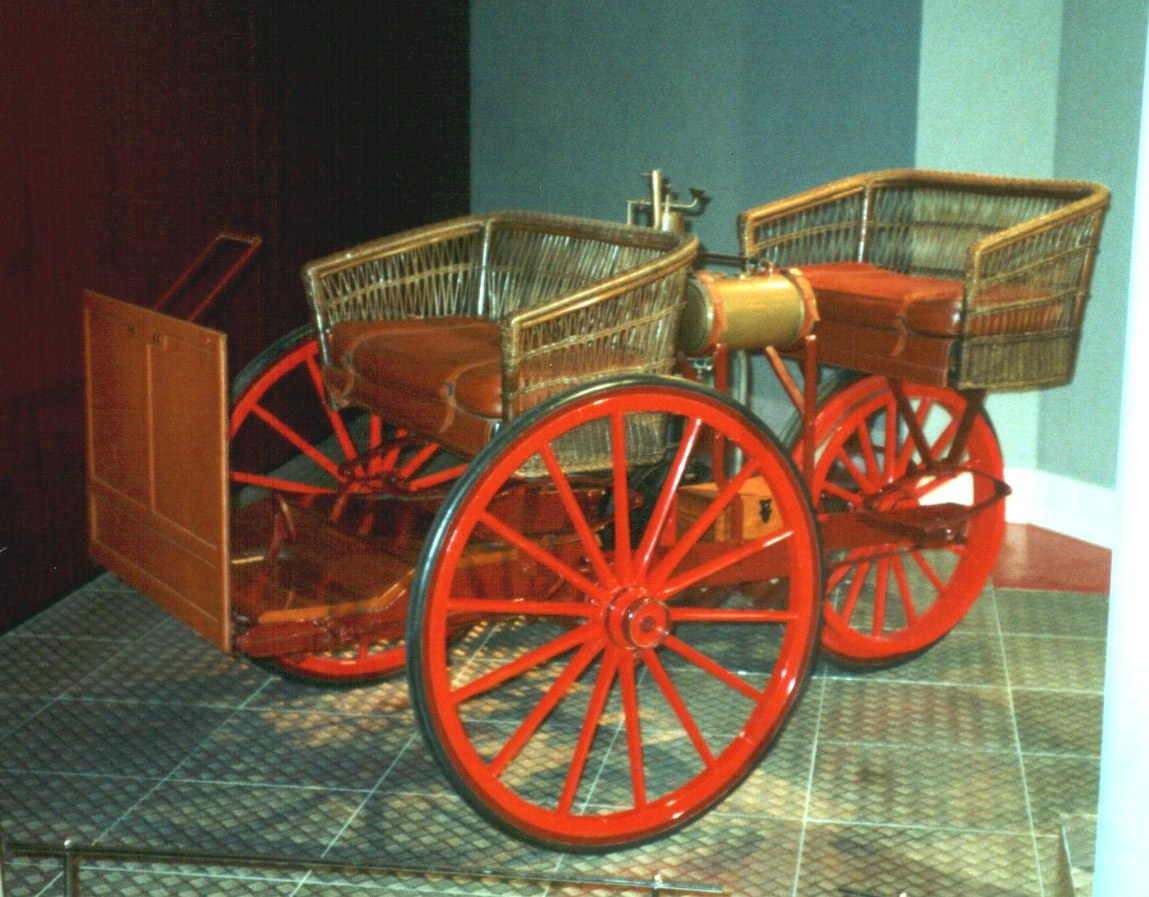
Bonet Unico von 1889

Der Bonet Unico von 1889 ist das erste benzinbetriebene Automobil aus Spanien.
Der Ingenieur Francesc Bonet i Dalmau aus Valls besuchte 1889 die Weltausstellung in Paris und war von den ausgestellten Benzinmotoren fasziniert. Er kaufte sofort einen Motor von der Daimler-Motoren-Gesellschaft. Zurück in Spanien, entwickelte er ein eigenes Automobil. Es handelte sich um ein Dreirad, bei dem sich das einzelne Rad hinten befand. Der Einzylindermotor mit 462 cm³ Hubraum leistete 1,1 PS und war vor dem Hinterrad montiert. Das Fahrzeug bot Platz für vier Personen.
Das Fahrzeug ist erhalten geblieben und im Museo Historica Automoción, Fundación Gómez Planche in Salamanca zu besichtigen. Ein Nachbau steht im Automuseum Collecció d’Automòbils de Salvador Claret in Sils.